# Зброюв
Зброюв (пол. Zbrojów) — село в Польщі, у гміні Бліжин Скаржиського повіту Свентокшиського воєводства.
Населення — 197 осіб (2011).
У 1975-1998 роках село належало до Келецького воєводства.

## Демографія
Демографічна структура на день 31 березня 2011 року:
|          | Загалом | Допрацездатний вік | Працездатний вік | Постпрацездатний вік |
| -------- | ------- | ------------------ | ---------------- | -------------------- |
| Чоловіки | 101     | 15                 | 70               | 16                   |
| Жінки    | 96      | 15                 | 53               | 28                   |
| Разом    | 197     | 30                 | 123              | 44                   |